# Sergio Bianchetto
Sergio Bianchetto   (Brenta, 16 de febrer de 1939) és un ciclista italià, ja retirat, que fou professional entre 1965 i 1970. Es dedicà al ciclisme en pista.
Durant la seva carrera esportiva destaquen les seves participacions en dos Jocs Olímpics, els de Roma, el 1960 en què guanyà una medalla d'or en la prova de tàndem, fent parella amb Giuseppe Beghetto, i els de Tòquio, el 1964 en què guanyà dues medalles: una de plata en la prova de velocitat individual, per darrere Giovanni Pettenella i una d'or en tàndem, fent parella amb Angelo Damiano.
Com a professional destaca un títol nacional de velocitat, el 1966.

## Palmarès
- 1958
  -  Campió d'Itàlia de tàndem amateur (amb Sante Gaiardoni)
- 1960
  -  Medalla d'or als Jocs Olímpics de Roma en tàndem
- 1961
  -  Campió del món de velocitat amateur
  -  Campió d'Itàlia de tàndem amateur (amb Giuseppe Beghetto)
  - 1r al Gran Premi de Copenhaguen
- 1962
  -  Campió del món de velocitat amateur
  -  Campió d'Itàlia de tàndem amateur (amb Giuseppe Beghetto)
  - 1r al Gran Premi de Copenhaguen
- 1963
  -  Campió d'Itàlia de velocitat amateur
  -  Campió d'Itàlia de km contrarellotge amateur
  -  Campió d'Itàlia de tàndem amateur (amb Angelo Damiano)
- 1964
  -  Medalla d'or als Jocs Olímpics de Tòquio en tàndem
  -  Medalla de plata als Jocs Olímpics de Tòquio en velocitat individual
- 1966
  -  Campió d'Itàlia de velocitat